# Cooke's Tour
Cooke's Tour är det femte studioalbumet med den amerikanske sångaren Sam Cooke. Albumet lanserades i november 1960 av skivbolaget RCA Victor och är Sam Cookes första album på RCA.
Glenn Osser arrangerade samtliga låtar och dirigerade kompbandet och stråkorkestern. Hugo & Luigi (Hugo Peretti och Luigi Creatore) producerade albumet.

## Låtlista

### Sida 1
1. "Far Away Places" (Joan Whitney Kramer, Alex Kramer)  – 3:28
2. "Under Paris Skies" (Hubert Giraud, Kim Gannon, Jean Dréjac)  – 3:10
3. "South of the Border (Down Mexico Way)" (Jimmy Kennedy, Michael Carr)  – 3:10
4. "Bali Ha'i" (Richard Rodgers, Oscar Hammerstein II)  – 3:17
5. "The Coffee Song (They've Got An Awful Lot of Coffee in Brazil)" (Bob Hilliard, Dick Miles)  – 2:02
6. "Arrivederci, Roma (Goodbye to Rome)" (Carl Sigman, Renato Rascel)  – 2:47

### Sida 2
1. "London by Night" (Carroll Coates)  – 3:34
2. "Jamaica Farewell" (Irving Burgie)  – 2:32
3. "Galway Bay" (Billy Strayhorn)  – 3:00
4. "Sweet Leilani" (Harry Owens)  – 2:48
5. "The Japanese Farewell Song" (Hasegawa Yoshida,  Freddy Morgan)  – 2:57
6. "The House I Live In" (Lewis Allen, Earl Robinson)  – 3:19